# The End of Violence
The End of Violence is een Amerikaans-Duitse thriller uit 1997 onder regie van Wim Wenders.

## Verhaal
Twee huurmoordenaars krijgen de opdracht om Mike Max te vermoorden. Hij is producent van extreme actiefilms. De moordenaars slagen erin Max te ontvoeren, maar de volgende wordt hun onthoofde lijk teruggevonden. Van Max Mike is geen spoor meer te bekennen.

## Rolverdeling
| Acteur              | Personage    |
| ------------------- | ------------ |
| Traci Lind          | Cat          |
| Rosalind Chao       | Claire       |
| Bill Pullman        | Mike Max     |
| Andie MacDowell     | Paige        |
| K. Todd Freeman     | Six O One    |
| Gabriel Byrne       | Ray Bering   |
| Chris Douridas      | Technicus    |
| Pruitt Taylor Vince | Frank Cray   |
| John Diehl          | Lowell Lewis |
| Soledad St. Hilaire | Anita        |
| Nicole Ari Parker   | Ade          |
| Daniel Benzali      | Brice Phelps |
| Samuel Fuller       | Louis Bering |
| Marshall Bell       | Sheriff Call |
| Frederic Forrest    | MacDermot    |